# Danh sách tập phim Digimon Xros Wars (mùa 2)
Mùa thứ hai của Digimon Xros Wars có tựa đề Digimon Xros Wars: Aku no Desu Jeneraru to Nanajin no Ōkoku (デジモンクロスウォーズ～悪のデスジェネラルと七人の王国～ Dejimon Kurosu Wōzu ~Aku no Desu Jeneraru to Nanajin no Ōkoku~) do Toei Animation sản xuất, được phát sóng trên TV Asahi từ ngày 5 tháng 4 đến 27 tháng 9 năm 2011. Phim của đạo diễn Endo Tetsuya và sản xuất bởi Sanjo Riku.
Ca khúc mở đầu là bài "New World" do nhóm Twill trình bày. Nhạc lồng trong phim gồm 6 bài: "WE ARE Xros Heart" (WE ARE クロスハート! WE ARE Kurosu Hāto!), "Sora Mau Yuusha! X5" (空舞う勇者!×5 Sora Mau Yūsha! Kurosu Faibu) của Wada Kouji, "Blazing Blue Flare" của Takatori Hideaki, "Evolution & DigiXros ver. TAIKI" của Wada Kouji và Takayoshi Tanimoto, "Evolution & DigiXros ver. KIRIHA" của Takayoshi Tanimoto và Wada Kouji, "WE ARE Xros Heart ver. X7" (WE ARE クロスハート! ver. X7 WE ARE Kurosu Hāto! ver. X7) của Wada Kouji, Takayoshi Tanimoto và Miyazaki Ayumi.

## Danh sách tập
| STT    | STT | Tên tập phim | Ngày phát sóng gốc  |
| Series | Mùa | Tên tập phim | Ngày phát sóng gốc  |
| ------ | --- | --- | ------------------- |
|        |     | |                     |
| 31     | 1   | "Trở lại Thế Giới mới! Dragon Land của Hỏa Liệt Tướng" "Arata naru Sekai e! Karetsu Shōgun no Doragon Rando" (新たなる世界え！火烈将軍のドラゴンランド)                                     | 5 tháng 4 năm 2011  |
| 32     | 2   | "Đứng lên, Kiriha! Kế hoạch giải cứu Xros Heart" "Tachi agare, Kiriha! Kurosu Hāto dakkai sakusen" (立ち上がり、キリハ！クロスハート奪回作戦)                                               | 12 tháng 4 năm 2011 |
| 33     | 3   | "Lạnh người! Vampire Land của Nguyệt Quang Tướng" "Sesuji zowazowa! Gekkō Shōgun no Vanpaia Rando" (背筋ゾワゾワ！月光将軍のヴァンパイアランド)                                             | 19 tháng 4 năm 2011 |
| 34     | 4   | "Greymon đừng chết! Shoutmon DX ra đời" "Shinu na Gureimon! Shautomon Dī Kurosu Tanjō" (死ぬなグレイモン！シャウトモンDX誕生)                                                               | 26 tháng 4 năm 2011 |
| 35     | 5   | "Sức mạnh bị hấp thụ! Những thợ săn ở Honey Land" "Pawā ga suwareru! Hanī Rando no kariudotachi" (パワーが吸われる！ハニーランドの狩人たち)                                                 | 3 tháng 5 năm 2011  |
| 36     | 6   | "Thợ săn hay cười! Mộc Lnh Tướng Zamielmon" "Warau Kariudo! Mokusei Shōgun Zamiērumon" (笑う狩人！木精将軍ザミエールモン)                                                                   | 10 tháng 5 năm 2011 |
| 37     | 7   | "Tại sao thế em!? Ác mộng của tướng địch Yuu" "Otōto yo, Naze!? Teki Jeneraru Yuu no Akumu" (弟よ、なぜ！？敵ジェネラル・ユウの悪夢)                                                        | 17 tháng 5 năm 2011 |
| 38     | 8   | "Bí ẩn ở Cyber Land! Thiếu nữ xinh đẹp ở thành phố thép" "Nazo no Saibā Rando! Hagane no Machi no Bishōjo" (迫る！鋼の街の美少女)                                                           | 24 tháng 5 năm 2011 |
| 39     | 9   | "Mối lo Xros Heart chia rẽ! Cái bẫy của Thủy Hổ Tướng" "Kurosu Hāto Bunretsu no Kiki! Suiko Shōgun no Hiretsuna Wana" (クロスハート分裂の危機！水虎将軍の卑劣なワナ)                        | 31 tháng 5 năm 2011 |
| 40     | 10  | "Cướp biển vui nhộn xuất hiện! Dong buồm trên Gold Land!!" "Yōki na Kaizoku, Arawaru! Gōrudo Rando no Kōkai!!" (陽気な海賊、現る！ゴールドランドの航海！！)                                 | 7 tháng 6 năm 2011  |
| 41     | 11  | "Hoàng tặc Olegmon cười! Tạm biệt Xros Heart!" "Kinzoku no Orēgumon ga Warau! Saraba Kurosu Hāto!" (金賊のオレーグモンが笑う！さらばクロスハート！)                                         | 14 tháng 6 năm 2011 |
| 42     | 12  | "Tiếng thì thầm đến Kiriha! Thổ Thần Tướng của hẻm núi, tiếng gọi của ác quỷ" "Kiriha ni sasayaku! Kyōkoku no Doshin Shōgun, Akuma no Yūi!" (キリハのささやく！峡谷の土伸将軍、悪魔の誘い)  | 21 tháng 6 năm 2011 |
| 43     | 13  | "Tình cảm mãnh liệt! Tiếng kêu sau cùng của Deckerdramon!!" "Tsuyoki Ai o! Dekkādoramon Saigo no Sakebi!!" (強き愛を！デッカードラモン最後の叫び！！)                                       | 4 tháng 7 năm 2011  |
| 44     | 14  | "Mối liên kết X7! Đại chiến Gravimon" "Kizuna no Kurosusebun! Gurabimon no Sōzetsu Batoru!!" (きずなの✕7！グラビモンの壮絶バトル！！)                                                       | 11 tháng 7 năm 2011 |
| 45     | 15  | "Vương quốc cuối cùng, Bright Land của bình minh" "Saigo no ōkoku, kagayaku Taiyō no Buraito Rando" (最後の王国、輝く太陽のブライトランド)                                                  | 18 tháng 7 năm 2011 |
| 46     | 16  | "Sống hay chết, Cuộc chiến quyết định của các tướng dưới địa ngục!" "Shō ka shi ka, Jigolu no Jeneraru kessen!" (生か死か、地獄のジェネラル決戦！)                                          | 25 tháng 7 năm 2011 |
| 47     | 17  | "Taiki VS Yuu, Trận chiến giữa Tướng thiếu niên!" "Taiki VS Yuu, Shōnen Jeneraru taiketsu!" (タイキVSユウ、少年ジェネラル対決！！)                                                          | 9 tháng 8 năm 2011  |
| 48     | 18  | "Beelzebumon, tan biến trong ánh sáng!" "Beruzebumon, Hikari ni kiyu!" (ベルゼブモン、光に消ゆ！)                                                                                           | 16 tháng 8 năm 2011 |
| 49     | 19  | "Quyết định của Taiki! Manh hơn cả tướng mạnh nhất Apolomon" "Taiki no Ketsudan! Saikyō no Aporomon o Koeru!" (タイキの決断！最強のアポロモンを越える！)                                    | 23 tháng 8 năm 2011 |
| 50     | 20  | "Hồi sinh! Sự trở lại của Thất Tử Tướng!" "Yomigaeru! Shichinin no Desu Jeneraru Sōtōjō!!" (よみがえる！七人のデスジェネラル総登場！)                                                       | 30 tháng 8 năm 2011 |
| 51     | 21  | "Vì tương lai của Thế giới Kỹ thuật số! Tình bạn của Tử Tướng!" "Dejitaru Wārudo no mirai no tame ni! Desu Jeneraru to no Yūjō!" (デジタルワールドの未来のために！デスジェネラルとに友情！) | 6 tháng 9 năm 2011  |
| 52     | 22  | "Anh em Barga! Liên kết đen tối" "Bagura Kyōdai! Ankoku no Kizuna" (バグラ兄弟！暗黒の絆)                                                                                                   | 13 tháng 9 năm 2011 |
| 53     | 23  | "Xâm lấn! Ngày tận thế, D5!!" "Semarikuru! Ningenkai no saigo no hi, Dīfaibu!!" (迫りくる！人間界の最後の日、D5！！)                                                                        | 20 tháng 9 năm 2011 |
| 54     | 24  | "Nắm lấy hào quang DigiXros! Vì tương lai của chúng ta!!" "Eikō no DejiKurosu, tsukame! Oretachi no mirai!!" (栄光のデジクロス、つかめ！おれたちの未来！！)                                 | 27 tháng 9 năm 2011 |